# Aus dem Dunkel des Waldes
Aus dem Dunkel des Waldes ist ein US-amerikanisches Filmdrama aus dem Jahr 1948 von Michael Gordon. Der Film wurde von Universal-International Pictures produziert und ist die Vorgeschichte (Prequel) des 1941 gedrehten Dramas Die kleinen Füchse von William Wyler. Er basiert auf dem 1946 uraufgeführten Bühnenstück Another Part of the Forest von Lillian Hellman.

## Handlung
In einer Kleinstadt in Alabama wird 15 Jahre nach Ende des Amerikanischen Bürgerkrieges der Confederate Day gefeiert. Geleitet von Colonel Isham wird der 27 Soldaten gedacht, die durch Verrat von Unionstruppen getötet wurden. In der Stadt ignoriert der Kaufmann Marcus Hubbard die Feierlichkeiten. Sein ältester Sohn Ben kehrt von einer erfolglosen Geschäftsreise zurück. Ben erhofft sich eine geschäftliche Partnerschaft mit dem wohlhabenden Horace Giddons durch das Arrangieren einer Hochzeit mit seiner Schwester Regina. Marcus lehnt die Idee ab. Regina ist mit dem Kriegsveteran John Bagtry liiert. Sie hofft, dass er sie heiratet und mit ihr nach Chicago geht.
Beim Abendessen ist es nur die Magd Coralee, die sich an den Geburtstag von Marcus Ehefrau Lavinia erinnert. Marcus und Ben diskutieren über Giddons, während der jüngere Sohn Oscar Neuigkeiten über den Spekulanten Sam Taylor verbreitet, der der Familie Bagtry ein Darlehen anbietet. Lavinia erinnert Marcus, dass er ihr Geld versprochen habe, mit dem ein Hospital für Arme gebaut werden soll. Marcus ignoriert seine Frau und unternimmt mit Regina einen Spaziergang. Später fordert Marcus Oscar auf zu verhindern, dass Taylor den Bagtrys ein Darlehen gibt. Als Belohnung soll er Geld erhalten, damit er seine Freundin Laurette Sincee heiraten kann. Oscar lässt Taylor von Leuten des Ku-Klux-Clans zusammenschließen, woraufhin dieser die Stadt verlässt.
Am nächsten Tag fragt Birdie Bagtry Ben nach der Möglichkeit für ein Darlehen. Die Bagtrys betreiben eine Baumwollplantage, John ist jedoch in finanziellen Schwierigkeiten. Ben lädt John und Birdie zum Abendessen ein. Er erzählt seinem Vater von dem Darlehen, gibt aber einen höheren Betrag an um die Differenz selber einzustecken. Oscar kommt mit Laurette zum Dinner, bei dem Marcus mit Birdie verhandelt. Regina fragt John nach seinen Plänen und erfährt den Betrag, den John leihen will. Verärgert erzählt sie Marcus von dem niedrigeren Darlehenswunsch der Bagtrys. Doch Marcus hat das Darlehen schon abgewiesen. Als Laurette betrunken ist und die Atmosphäre durch Beleidigungen weiter anheizt, fordert Marcus Oscar auf, mit Laurette das Haus zu verlassen. Aus Rachsucht erzählt Ben ihm von Reginas Heiratsabsichten mit John, wird aber, trotz Lavinias Protest, ebenfalls von Marcus des Hauses verwiesen.
Am nächsten Tag versucht Lavinia erfolglos, Marcus Entscheidungen zu ändern. Ben bringt sie dazu zu gestehen, dass Marcus während des Krieges ein Informant der Nordstaaten und der Verräter, durch den die 27 Soldaten zu Tode kamen, gewesen sei. Mit dem Geständnis erpresst Ben seinen Vater, der ihm dadurch den gesamten Familienbesitz überschreiben muss. Oscar und Regina stellen sich loyal zu Ben. Laurette erkennt, dass Ben so selbstsüchtig und gemein wie sein Vater ist und kehrt zu ihrer Familie zurück.

## Produktion
Gedreht wurde der Film von Ende Oktober bis zum 23. Dezember 1947 in den Universal-Studios in Universal City.

## Stab und Besetzung
Bernard Herzbrun und Robert F. Boyle waren die Art Directors, Russell A. Gausman und John P. Austin die Szenenbildner. Leslie I. Carey und Richard DeWeese waren für den Ton verantwortlich, Bud Westmore für das Make-up.
Dan Duryea, hier als Oscar Hubbard, spielte in Die kleinen Füchse Oscars Sohn Leo. Fredric March und stand mit seiner Ehefrau Florence Eldridge zum dritten Mal gemeinsam vor der Kamera für einen Kinofilm. Eldridge spielte zudem nach einer Pause von 12 Jahren das erste Mal wieder in einem Film mit.

## Veröffentlichung
Die Premiere des Films fand am 18. Mai 1948 in New York statt. In der Bundesrepublik Deutschland wurde er am 21. Juli 1984 im deutschen Fernsehen ausgestrahlt.

## Kritiken
Das Lexikon des internationalen Films schrieb: „(…) sorgfältig, aber etwas steif inszeniert.“
Der Kritiker der The New York Times sah ein faszinierendes Drama, das mit Intrigen und Konflikten vor sich hin brodele und in einem erschütternden kulminierenden Ausbruch von Gier und Hass explodiere. Vladimir Pozner habe den Geist des Bühnenstückes in seinem Drehbuch eingefangen. Gordons Regie gebe jenen Szenen mehr Fluss, die durch Verschwendung der Dialoge leicht hätten statisch werden können.
Der TV Guide befand, der total deprimierende Film werde durch intensive Darstellungen, die den Blick der Zuschauer auf sich ziehen, und das gebildete und scharfe Drehbuch gerettet.
James Agee von der Wochenzeitschrift The Nation fand das Werk leidenschaftlich gespielt und mit Gefühl und Zugkraft inszeniert.